# Тетрасульфид трилантана
Тетрасульфид трилантана — бинарное неорганическое соединение 
металла лантана и серы
с формулой La3S4,
кристаллы.

## Получение
- Действие паров серы на металлический лантан:

{\displaystyle {\mathsf {3La+4S\ {\xrightarrow {T}}\ La_{3}S_{4}}}}

## Физические свойства
Тетрасульфид трилантана образует кристаллы 
кубической сингонии, пространственная группа I 43d, параметры ячейки a = 0,8748 нм, Z = 4,
структура типа тетрафосфида тритория Th3P4
.
Соединение конгруэнтно плавится при температуре 2115°C.
При температуре 8 К соединение переходит в сверхпроводящее состояние .